# Yossi Cohen
Yosef "Yossi" Meir Cohen (em hebraico: יוסף מאיר כהן  ; Jerusalém, 10 de setembro de 1961) é um oficial de inteligência israelense.
Após o serviço obrigatório nas Forças de Defesa de Israel, Cohen ingressou no Mossad, a agência nacional de inteligência de Israel, em 1982. Ele ascendeu à liderança da Divisão Tzomet do Mossad e foi vice-diretor da agência de 2011 a 2013, quando foi assumiu o cargo Conselheiro de Segurança Nacional do Primeiro Ministro de Israel Benjamin Netanyahu.
Durante seu mandato, ele supervisionou a operação do Mossad para roubar o arquivo nuclear do Irã e foi o principal negociador durante os Acordos de Abraham. Ele deixou a agência em 2021.

## Biografia
Cohen nasceu em Jerusalém. Seu pai, Aryeh, era um Sabra de oitava geração, descendente de uma das famílias fundadoras do bairro de Mea Shearim, em Jerusalém. Ele trabalhou em uma posição sênior no Banco Mizrahi e também era um veterano do Irgun. Sua mãe, Mina, era professora e diretora de escola. Ela era uma Sabra de sétima geração, nascida em uma família judia radicada em Hebron, agora parte da Cisjordânia.
Cohen foi criado em uma família religiosa e era membro do movimento juvenil sionista religioso Bnei Akiva.

## Carreira
Cohen foi convocado para as Forças de Defesa de Israel em 1979. Ele se voluntariou como paraquedista na 35ª Brigada Paraquedista, e posteriormente, serviu como soldado e líder de esquadrão. Após ser dispensado, ele estudou na Universidade de Londres e ingressou no Mossad em 1982. Seu codinome inicial era "Callan", em homenagem à série de TV britânica da qual ele era fã. Ele se tornou um oficial responsável, encarregado de recrutar e lidar com espiões em países estrangeiros.
Ao longo da sua carreira, dirigiu agentes em vários países e chegou a liderar a divisão de cobranças do Mossad ("Tsomet"). De 2011 a 2013, foi declarado o vice-diretor do Mossad, servindo sob o comando de Tamir Pardo.
Em agosto de 2013, ele foi nomeado Conselheiro de Segurança Nacional do primeiro-ministro de Israel.

### Diretor do Mossad
Em dezembro de 2015, Cohen foi nomeado para suceder Tamir Pardo como diretor do Mossad, e assumiu o cargo em janeiro de 2016.
Em Janeiro de 2018, Cohen supervisionou a operação do Mossad para roubar o arquivo nuclear secreto do Irão em Teerã e contrabandeá-lo para fora do país. De acordo com o Jerusalem Post, um mapa dos locais nucleares capturados na operação ainda não foi tornado público. Entre os assassinatos atribuídos ao Mossad durante o mandato de Cohen estavam os do especialista em drones do Hamas, Mohamed Zouari, na Tunísia, do especialista em foguetes do Hamas, Fadi Mohammad al-Batsh, na Malásia, e do chefe do programa nuclear iraniano, Mohsen Fakhrizadeh, no Irã.
Cohen também foi o principal funcionário israelense encarregado de administrar as relações diplomáticas de Israel com várias nações árabes. Ele se reuniu frequentemente com representantes do Egito, Jordânia, Emirados Árabes Unidos, Arábia Saudita e Catar e desempenhou um importante papel ao negociar a visita de Netanyahu a Omã em 2018. Ele foi o principal negociador de Israel na organização do acordo de paz entre Israel e os Emirados Árabes Unidos.

## Vida pessoal
Cohen vive em Modi'in-Maccabim-Re'ut e é um judeu conservador. Ele e sua esposa Aya têm quatro filhos. Um de seus filhos, Yonatan, é um antigo oficial da Unidade 8200 e sofre de paralisia cerebral. Ele também tem uma neta. Ele também é um corredor de maratona e é conhecido como 'O Modelo' por sua aparência elegante.